# Taieb Belmahdi
Taieb Belmahdi (* um 1951) ist ein katarischer Manager und seit 2022 Mitglied und Vorsitzender des Aufsichtsrats des staatlichen russischen Ölkonzerns Rosneft. Er löste damit den im Mai 2022 zurückgetretenen Gerhard Schröder ab.

## Leben
Belmahdi weist über 45 Jahre Berufserfahrung in der Ölproduktion im Nahen Osten und anderswo auf: Von 2006 bis 2017 war er Direktor der Golden Pass Pipeline LLC, der Betreibergesellschaft einer 69 Meilen langen, in den Vereinigten Staaten (USA) gelegenen Pipeline. Von 2011 bis 2016 war er Mitglied des Board of Directors der Qatar International Petroleum Marketing Co. Ltd., von 2010 bis 2016 Direktor der Ras Laffan Liquefield Gas Company Ltd. und von 2014 bis 2017 Mitglied des Board of Directors von Nebras Power. Bis zu seinem Wechsel zu Rosneft besetzte Belmahdi verschiedene Executive-Positionen bei Qatar Energy und Beraterpositionen bei Industries Qatar.
Im Zuge des Russischen Überfalls auf die Ukraine 2022 wurde Belmahdi mit Sanktionen belegt.